# Nil-Saint-Martin
Nil-Saint-Martin is een plaats in de Belgische provincie Waals-Brabant. Samen Nil-Saint-Vincent vormt het Nil-Saint-Vincent-Saint-Martin, een deelgemeente van de gemeente Walhain. De beide plaatsen zijn vergroeid tot een dorp. Door Nil-Saint-Martin stroomt de Nil.

## Geschiedenis
Op de Ferrariskaart uit de jaren 1770 is de plaats aangeduid als Nil St. Martin, met direct ten zuidwesten het dorp Nil St. Vincent. Ten zuidwesten is het gehucht Nil Abbesse weergegeven en nog verder het gehucht Nil Pierreux.
Op het eind van het ancien régime werd Nil-Saint-Martin een gemeente, maar deze werd in 1812 al opgeheven en met Nil-Saint-Vincent tot de gemeente Nil-Saint-Vincent-Saint-Martin verenigd.

## Bezienswaardigheden
- De Sint-Martinuskerk (Église Saint-Martin-et-Brice) is een classicistisch bouwwerk van 1777-1787.
- Het Kasteel van Nil-Saint-Martin is een voormalige herenzetel die in 1661 werd herbouwd. Het heeft een poortgebouw en diverse hoektorens. Het is gelegen nabij de Nil.

## Natuur en landschap
Nil-Saint-Martin ligt aan de Nil die westwaarts stroomt.  De hoogte aan de kerk is 143 meter.

## Nabijgelegen kernen
Nil-Saint-Vincent, Corbais, Saint-Lambert
Deelgemeenten: Nil-Saint-Vincent-Saint-Martin · Tourinnes-Saint-Lambert · Walhain-Saint-Paul

Overige dorpen en gehuchten: Lérinnes · Libersart · Nil-Abbesse · Nil-Pierreux · Nil-Saint-Martin · Nil-Saint-Vincent · Perbais · Saint-Lambert · Saint-Paul · Sart-lez-Walhain · Tourinnes-les-Ourdons

Belgische gemeenten · Arrondissement Nijvel · Waals-Brabant · Wallonië